# Can Masana (Rajadell)
Can Masana, Can Massana, o Cal Maçana, és una masia a tocar de Sant Miquel de Cirera a uns 2 km al sud-oest del nucli de Rajadell (el Bages).
La família Masana, actualment Vila-Masana, n'han sigut els propietaris des de principis del 1500.

## Descripció
És una masia formada per un conjunt de construccions que formen un pati central. L'edifici consta de dues construccions perpendiculars, de forma rectangular cada una d'elles, amb els careners paral·lels a la façana.
Al cos central, orientat a migdia, se li va afegir al segle xviii, al sector de llevant, un cos de planta quadrada, cobert a quatre vessants i amb dos pisos de galeries d'arc de mig punt.

## Història

### Quadra de Cirera
Can Masana, coneguda inicialment com a Mas Cirera o lloc de Cirera, és una edificació documentada per primer cop al segle XIII (tot i que ja existia abans) com a fortificació central de la quadra de Cirera.
Una quadra a Catalunya era una jurisdicció dels castells termenats, territoris al voltant d’un castell propietat d’un senyor, que el senyor del castell donava a un cavaller per a què la governés en el seu nom. El senyor de la quadra devia lleialtat al senyor del castell, però tenia jurisdicció exclusiva sobre el territori de la quadra i els seus habitants.
El lloc de Cirera hauria estat originàriament propietat de la família Cirera, una família d’homes d’armes entre els quals trobem Dalmau de Cirera, que fou castlà del castell de Castellar, al segle XIII. A dins de la fortificació van viure-hi fins a mitjans del segle XV les famílies Vidal, Vilardell i Ferrer de Cirera. Fora del recinte, hi havia dispersos per la quadra 7 masos:
- El mas Albert, actualment Mas el Cortès.
- Dos masos anomenats Coll de Cirera, després Coll de Gem i actualment La Masia.
- El mas Enveja, habitat fins al segle XVI, actualment desaparegut.
- Els masos Domingo, Prat i Noguer, tots desapareguts.[4][3]

#### Família Bernat
Al segle XIII, la quadra de Cirera era propietat d’un ciutadà manresà, Ferrer Bernat. A la seva mort, la propietat es divideix entre els seus fills: Pere Bernat i Guillermona. A la mort de Pere Bernat, la seva filla Sibil·la hereta les terres i l’any 1369, decideix vendre-les, junt amb els drets com a senyors de la quadra, a Elisenda, dona de Joan Berenguer, senyor de Rajadell, per 17.000 sous.
A causa de la crisi del segle XV, els masos de la quadra de Cirera queden despoblats.

### Família Oller
A l’indret on hi havia hagut la fortificació, s'hi instal·laren, per carta d’establiment de 20 de març de 1494, sota la jurisdicció de Lluís de Rajadell, senyor de Rajadell, en Gabriel Oller Canaleta i la seva dona, Eulàlia Escuder, originaris del Mas Oller de Manresa. Les seves possessions inclogueren els masos Cirera, Noguer i Prats. El matrimoni no tingué descendència masculina, l’hereva fou la seva filla Joana, i a través del seu matrimoni amb Gili Massana començà la possessió del mas per aquesta família, que perdura fins avui.

### Família Masana
Gili Masana es va casar amb Joana Oller, pubilla dels Masos Cirera, Noguer i Prats. Després de la mort del seu sogre esdevingué propietari del lloc de Cirera —fet que és confirmat per Guiomar de Cruïlles, senyora de Rajadell, el 28 de juny de 1559— i va acabar convertint-se en un dels homes més importants de Rajadell.
L’any 1531, va ser nomenat batlle de Rajadell, posició que ocuparan sovint els seus descendents, i intervingué com a tal en diversos conflictes entre pagesos. També va encapçalar les assemblees d’homes de Rajadell que el senyor va convocar el 1543 i 1551. És durant el seu temps que el Mas Cirera passar a anomenar-se Masana.
Joana, al quedar vídua de Gili Masana, va fer testament el 1573 nomenant hereu el seu fill Francesc Masana Oller. Francesc va ser batlle de Rajadell i responsable de l’ampliació de les propietats dels Masana quan va adquirir el Mas del Coll del Gem a Joan Xoriguera.
Can Masana passà de pares a fills fins a Francesc Masana Aguilera, rebesnet de Francesc Masana Oller. Francesc Masana Aguilera es va casar amb Victòria Font. Degut a la mort prematura del seu hereu, també anomenat Francesc, esdevingué pubilla la seva filla Francesca.
El 31 de maig de 1695, Francesca contragué matrimoni amb Josep Viladevall, del mas homònim a Sora (Osona). Els descendents d'aquest matrimoni heretaren el mas, i com era tradicional aleshores, continuaren usant el cognom Masana fins ben entrat el segle XX. Fou aleshores que, per sentència judicial, la família hagué de canviar el cognom a la forma Vila-Masana, per tal d’incloure el cognom patern Viladevall, que és la forma que utilitzen avui en dia.
Un dels hereus recents més destacat és Quirino Vila-Masana Raurich (1860-1931). Un dels propietaris més rics i influents de Rajadell, va ser molts anys secretari de l'Ajuntament, alcalde i cap del sometent. Va ampliar les propietats de la família, comprant el Mas Cortès el 1890 i el Coll el 1915. També va comprar dues cases al poble: Cal Mingo, el 1896, que va oferir com a seu consistorial i jutjat i Cal Pelut, el 1918, que llogava a l’ajuntament com a escola de nenes.